# Donje Suhotno
Donje Suhotno (en serbio: Доње Сухотно) es un pueblo del municipio de Aleksinac, Serbia. Según el censo de 2002, el pueblo tiene una población de 320 personas. 